# Oskar, Oskar
Oskar, Oskar är en svensk dramafilm från 2009 med regi och manus av Mats Arehn. I rollerna ses Björn Kjellman, Livia Millhagen och Anki Lidén.

## Handling
Oskar lever ensam i en lägenhet i Stockholm. Femton år tidigare blev hans fru påkörd och dödad av en berusad politiker och kvar lämnade hon papegojan Palle som Oskar nu ömt vårdar. Oskar har aldrig förlikat sig med tanken på att han fru är död och att gärningsmannen aldrig blev dömd. Han anser att ett moraliskt förfall breder ut sig i samhället och bestämmer sig för att ta saken i egna händer.

## Om filmen
Inspelningen ägde rum i Stockholm med Mats och Mattias Arehn som producent och Mats Olofson som fotograf. Musiken komponerades av Mattias Rodrick och filmen klipptes av Roger Sellberg. Den premiärvisades 18 december 2009 och utkom på DVD 21 april 2010.

## Rollista
- Björn Kjellman – Oskar
- Livia Millhagen – Sonja
- Anki Lidén – Ingrid
- Marianne Hedengrahn – Ulla
- Ruben Lopez – Ivan
- Fredrik Ohlsson – Ekdahl
- Lena-Pia Bernhardsson – affärsbiträde
- Jonas Falk – Gustavsson
- Niki Nordenskjöld – Karin[1]

## Mottagande
Oskar, Oskar fick ett negativt mottagande hos kritikerna och har medelbetyget 2,1/5 på sajten Kritiker.se, som sammanställer bland annat filmrecensioner, baserat på femton omdömen. Cinë.se, Dagens Nyheter, Filmforum, Göteborgs-Posten och Kommunalarbetaren gav alla filmen sitt lägsta betyg (1/5) (Cléo.se gav till och med betyget 0,5/5). Bäst betyg fick filmen av Expressen (3/5) och Svenska Dagbladet (3/6).